# دهه ۱۸۶۰ (میلادی)

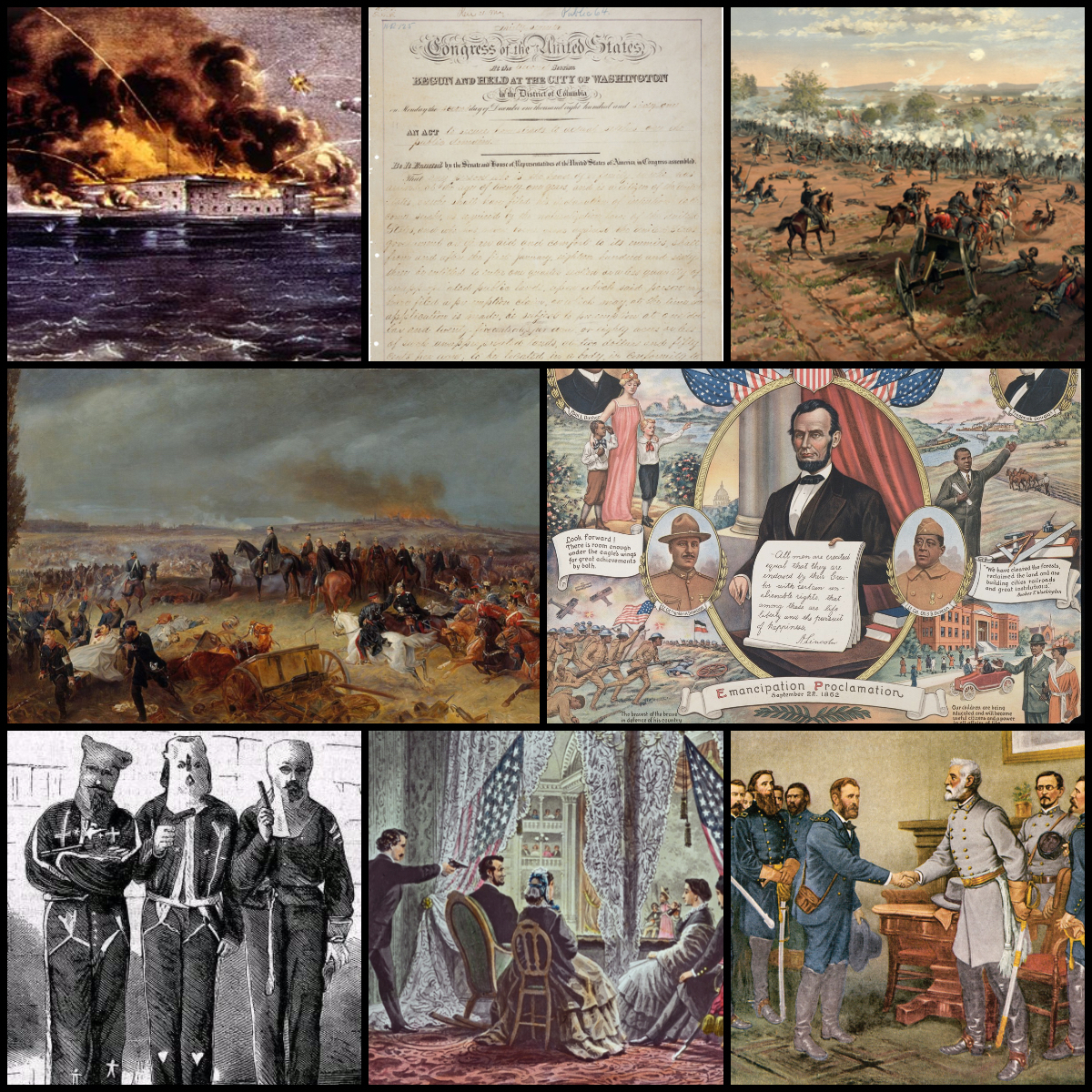

دهه ۱۸۶۰ (میلادی) صد و هشتاد و ششمین دهه تقویم میلادی است.

## درگذشتگان
‎